# Тинен
Тинен (нидерл. Tienen), французский вариант названия — Тирлемон (фр. Tirlemont)) — коммуна в провинции Фламандский Брабант, Фландрия, королевство Бельгия (Лёвенский избирательный округ). Население — 32 207 чел. (2008 г., оценка) на площади около в 71,77 км². Почти всю территорию коммуны занимает одноимённый город. Официальный язык — нидерландский (с 1963 г.), хотя, учитывая его расположение на границе с Валлонией, здесь всегда присутствовало и романоязычное население (о чём свидетельствует наличие у него своего французского названия), хотя языковых льгот франкофоны Тинена не получили, так как не превысили 30%-й порог по переписи 1947 года.

## История
В раннем средневековье городом, вероятно, управляла старинная немецкая семья Тинен. 
Во время франко-испанской войны 1635-1659 годов Тинен был частью Испанских Нидерландов и был захвачен объединенной франко-голландской армией в мае 1635 года. Его захват привел к одному из самых серьезных последствий Голландского восстания: город был разграблен, 200 мирных жителей были убиты и многие другие получили ранения. Также повреждены здания, в том числе католические церкви и монастыри. Это положило конец перспективам голландцев завоевать расположение преимущественно католического населения Южных Нидерландов.
После Утрехтского мирного договора 1714 года город был включен в состав австрийских Нидерландов; во время французских революционных войн он использовался в качестве базы французским генералом-республиканцем Шарлем Франсуа Дюмурье во время битвы при Неервиндене. 16 марта 1793 года французы отразили нападение австрийской армии под командованием принца Иосиаса Кобургского. 
Это была последняя победа ветерана Дюмурье, героя Вальми и Жемаппа; в течение недели его армия потерпела такие катастрофические поражения, что он перешел на сторону французских роялистов.

## Экономика
Тинен является центром производства сахара в Бельгии. В городе имеется огромный завод по переработке сахарной свеклы, сахарный завод Тинена (Tiense Suikerraffinaderij - Raffinerie Tirlemontoise), расположенный на восточной окраине города. Также  расположены предприятия, производящие лимонную кислоту и одно из предприятий фирмы Philips по производству осветительных ламп. 

## Культура
Тинен является местом проведения летнего рок-фестиваля "Suikerrock".

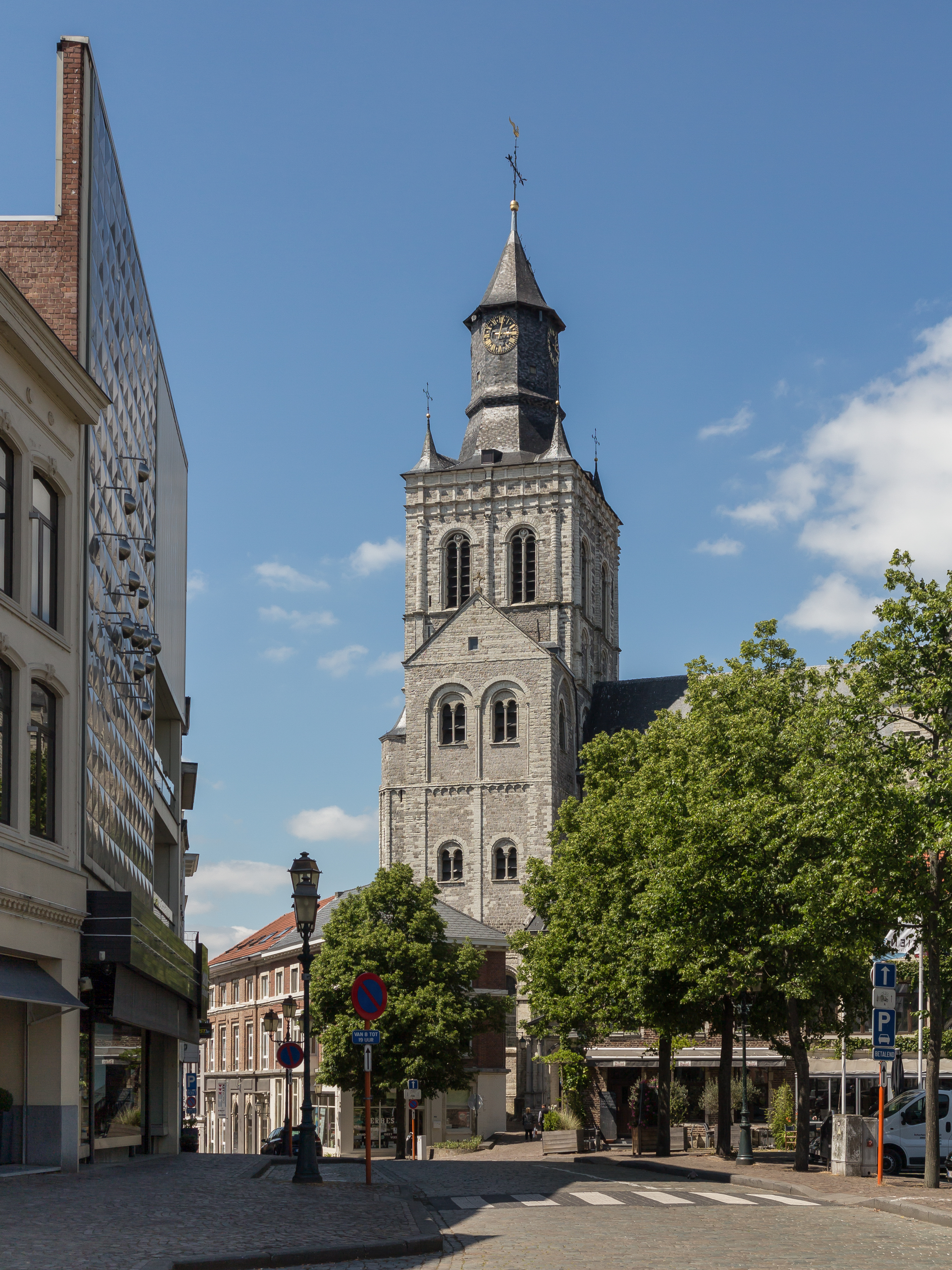
Церковь Синт-Герман

Церковь Синт-Герман (Сен-Жермен) строительство которого датируется 12 веком. В ней есть алтарь работы художника 19 века Густаафа Вапперса. Благодаря своей колокольне этот комплекс был включен в список объектов Всемирного наследия ЮНЕСКО, включающий колокольни Бельгии и Франции.[9]
Главная церковь, Онзе-Ливе-Вру-тен-Поэль, была построена в 12 веке и расширена в 15 веке - до сих пор строительство остаётся незавершенным.

## Транспорт
В городе есть железнодорожный вокзал Тинен. Он является старейшим в Бельгии и работающим до сих пор. 

## Известные жители
Беатрис Назаретская (1200–1268), фламандский мистик.
Андре Вандевьер (1909–1992), бельгийский футболист и тренер.
Матиас Ванден Гейн (1721–1785), композитор, органист и карильонист.
Герман Либарс (1919–2010) родился в Тинене. Лингвист. 
Луи Мишель (р. 1947), политик
Люк ван Акер (р. 1961), бельгийский музыкант и продюсер.

## Международные отношения

### Города-побратимы
- Люневиль, Франция (1960)
- Зост, Германия (1971)
- Valkenswaard, Нидерланды (1973)
- Хергисвиль, Швейцария (1975)
- Бельско-Бяла, Польша (1987)
- Юи, Бельгия (1993)

### Города-партнёры
- Адмонт, Австрия (1981)
- Бенешов, Чехия (1995)